# Rhynchoryza subulata
Rhynchoryza subulata là một loài thực vật có hoa trong họ Hòa thảo. Loài này được (Nees) Baill. miêu tả khoa học đầu tiên năm 1893.